# Aberration (Astronomie)
Die Aberration des Lichts (von lat. aberratio „Ablenkung“) bezeichnet in der Astronomie eine kleine scheinbare Ortsveränderung aller Gestirne bei seitlicher Bewegung des Beobachters, verursacht durch die Endlichkeit der Lichtgeschwindigkeit. Darüber hinaus war die theoretische Erklärung dieses Effekts von großer Bedeutung in der Geschichte der speziellen Relativitätstheorie.

## Arten der Aberration
Dieser auch als stellare Aberration bezeichnete Effekt beeinflusst die Sternörter auf dreifache Weise:
1. Jährliche Aberration: Der größte jährliche Aberrationswinkel wird erreicht, wenn sich die Erde genau senkrecht zur Richtung des vom Stern kommenden Lichtstrahls bewegt. Wenn sie sich dem Stern nähert oder von ihm entfernt, ist der Aberrationswinkel kleiner. Daher beschreibt jeder Stern jährlich gegenüber dem Himmels-Koordinatensystem eine kleine Ellipse mit 41″ Durchmesser; nur bei Sternen senkrecht oberhalb beziehungsweise unterhalb der Erdbahn (siehe Ekliptik) ist diese Richtungsänderung kreisförmig. Ihr mittlerer Radius von genau 20,49552″ heißt Aberrationskonstante und ist von großer Bedeutung für das Fundamentalsystem der Astronomie (siehe auch Simon Newcomb).
2. Die tägliche Aberration infolge der Erdrotation ist ebenfalls festzustellen, sie beträgt aber selbst am Äquator nur etwa 1,6 Prozent der jährlichen Aberration. Für einen Stern im Meridian beträgt sie je nach Breitengrad B des Standorts 0,32″·cos B und verschiebt den scheinbaren Sternort um diesen Betrag nach Osten.
3. Die säkulare Aberration aufgrund der Bewegung des Sonnensystems innerhalb der Milchstraße ist viel größer, aber nur insoweit beobachtbar, als sich die Bewegung ändert: Die Beschleunigung des Sonnensystems im galaktischen Gravitationsfeld ‘bewirkt’ eine scheinbare Änderung der Position entfernter Quasare. Dieses Phänomen konnte mit Gaia erstmals nachgewiesen und die Beschleunigung auf (7 ± 0,5) (mm/s)/Jahr bestimmt werden.[2] Zum Vergleich: Die Bewegung um das Galaktische Zentrum erfolgt mit knapp 250 km/s.[3]

Daneben gibt es auch eine planetare Aberration. Dabei handelt es sich um den Fall, dass Position und Geschwindigkeit des gemessenen Himmelskörpers während der Emission des Lichtes genau bekannt sind, wie bei den Planeten des Sonnensystems. Dadurch kann aus dem Aberrationswinkel und Laufzeitkorrekturen die Position des Planeten zu dem Zeitpunkt berechnet werden, zu dem das Licht beim Beobachter eintrifft.

## Erklärung

### Allgemeine Aberration

Bewegt sich der Beobachter (links) oder der beobachtete Stern (rechts), so muss das Fernrohr leicht gekippt werden, damit der Lichtstrahl die Objektiv-Mitte und später das Okular trifft (Kippwinkel in der Skizze stark übertrieben).

Der Unterschied der Ausbreitungsrichtung von Licht in unterschiedlichen Inertialsystemen wird am einfachsten mit der Teilchentheorie des Lichts erklärt. Die Zusammenhänge sind hier ähnlich wie bei einem bewegten Beobachter, der die Richtung der auf ihn einprasselnden Regentropfen bestimmen will.
Es sei ein Inertialsystem gegeben, in dem ein Lichtstrahl senkrecht von einer Lichtquelle ausgeht. (Die Lichtquelle wird aus Gründen der Anschaulichkeit vorerst als in diesem System ruhend angenommen, was den Umständen bei einer Lichtuhr oder dem senkrechten Arm eines Michelson-Interferometers entspricht.) Würde zusätzlich ein Fernrohr im selben Inertialsystem ruhen, müsste man es exakt in die Lotrichtung bringen, um damit die Lichtquelle zu beobachten. Hingegen für den Fall, dass sich das Fernrohr mit einer Geschwindigkeit {\displaystyle v} bewegt, muss es in Bewegungsrichtung gekippt werden, um den Lichtstrahl in seiner Mitte zu halten (Bild links), denn das Licht benötigt eine gewisse Zeit, um das Fernrohr zu durchlaufen. Hingegen entsteht im Inertialsystem des Beobachters beim Fernrohr der Eindruck, dass die Strahlen geneigt eintreffen, und die Lichtquelle erscheint nicht in ihrer tatsächlichen Richtung, sondern um einen kleinen Aberrationswinkel in Richtung der Fernrohrbewegung verschoben (Bild rechts). Die entsprechende Aberrationsformel zur Bestimmung der relativen Winkel in zueinander bewegten Inertialsystemen wird durch Anwendung der relativistischen Geschwindigkeitsaddition abgeleitet (siehe Herleitung).

### Stellare Aberration
Die relativistische Aberrationsformel gilt nun generell beim Übergang von einem Inertialsystem in ein anderes, egal ob die Lichtquelle in irgendeinem dieser Systeme ruht oder nicht. Beispielsweise bei astronomischen Beobachtungen handelt es sich bei den Lichtquellen um Sterne oder Sternsysteme, deren genauer Bewegungszustand oft nicht bekannt ist. Denn aufgrund der großen Entfernung schrumpfen diese zu sehr kleinen oder überhaupt punktförmigen Objekten, deren Eigenbewegungen zu gering sind, um ihre relativen Positionen im Nachthimmel nennenswert zu verändern („Fixsterne“). Aus Sicht eines bei der Sonne ruhenden Beobachters würde das Licht eines entfernten Sternsystems also immer annähernd im gleichen Winkel einströmen. Selbst große Geschwindigkeiten innerhalb des beobachteten Sternsystems (wie beispielsweise die gegensätzlichen Bewegungen von Doppelsternen) ändern an diesem Umstand nichts, da auch hier nur diejenigen Lichtstrahlen von Bedeutung sind, die sich vom Doppelsternsystem aus geradlinig mit genau dem Winkel ausbreiten, um den Beobachter überhaupt zu erreichen. Zur Bestimmung der Richtung eines Strahls spielen also nur der relative Ort der Emission und der Ort des Empfängers eine Rolle. Deswegen ist die gelegentlich auftretende Vorstellung zu verwerfen, dass der stellare Aberrationswinkel von der tatsächlichen Eigenbewegung der Lichtquelle abhängt („aktive Aberration“). Dieser Umstand wurde bereits 1844 von Herschel und später auch von Emden (1926) und Eisner (1967) aufgezeigt.
Entscheidend ist die Orbitalgeschwindigkeit der Erde um die Sonne von ungefähr 30 km/s, womit in 6 Monaten eine maximale Geschwindigkeitsdifferenz von ungefähr 60 km/s gegeben ist. Dadurch ist der Fixsternhimmel aus Sicht der Erde als Ganzes in Bewegung. Nun ist es für den irdischen Beobachter nicht möglich, aus einer einzigen Messung zu entscheiden, ob der Strahl deshalb bei ihm geneigt eintrifft, weil ein Aberrationseffekt vorliegt, oder ob der Strahl geneigt von einem Stern abgestrahlt wurde, der im selben Inertialsystem ruht wie der Beobachter. Deshalb ist es notwendig, dass zu einem späteren Zeitpunkt eine zweite Messung durchgeführt wird, die mit der ersten Messung verglichen wird. Die so gemessene jährliche Veränderung des Aberrationswinkels entspricht (unter Vernachlässigung von geringfügigen Effekten wie der Parallaxe) dem Ergebnis der relativistischen Aberrationsformel, wobei die verwendete Geschwindigkeit {\displaystyle v} nicht die Relativgeschwindigkeit zwischen Stern und Erde ist, sondern die Relativgeschwindigkeit zwischen dem Inertialsystem, in dem die Erde ruht während der ersten Messung, und dem Inertialsystem, in dem sie bei der nachfolgenden Messung im Zuge der Umkreisung der Sonne ruht.

### Herleitung
In der klassischen Mechanik sind die Geschwindigkeitskomponenten eines Strahls in verschiedenen Inertialsystemen durch die Galilei-Transformation miteinander verknüpft. Ein Strahl, der sich in einem Inertialsystem mit {\displaystyle c} ausschließlich in y-Richtung ausbreitet, erhält in einem relativ mit {\displaystyle v} bewegten zweiten Inertialsystem zusätzlich die Geschwindigkeitskomponente {\displaystyle v} in x-Richtung, während die Komponente in y-Richtung gleich bleibt. Die Aberrationsformel ergibt sich mit:
{\displaystyle \tan \alpha ={\frac {v}{c}}}.
Dieses Ergebnis ist allerdings nur als Näherung gültig, denn wie Albert Einstein 1905 zeigte, muss gemäß der speziellen Relativitätstheorie die Lorentz-Transformation bzw. die relativistische Geschwindigkeitsaddition angewendet werden. Dadurch ergeben sich Geschwindigkeitskomponenten von {\displaystyle v} in x-Richtung und {\textstyle {\sqrt {c^{2}-v^{2}}}} in y-Richtung, wodurch die Gesamtgeschwindigkeit des Strahls gleich {\displaystyle c} bleibt. Die korrekte, relativistische Aberrationsformel für diesen Spezialfall lautet somit:
{\displaystyle \tan \alpha =\gamma {\frac {v}{c}}\quad {\text{oder}}\quad \sin \alpha ={\frac {v}{c}},}
wo {\textstyle \gamma =1/{\sqrt {1-v^{2}/c^{2}}}} der Lorentzfaktor ist. Die Abweichung von der klassischen Formel ist also bei (im Vergleich zur Lichtgeschwindigkeit) geringen Geschwindigkeiten sehr klein. Dasselbe Ergebnis erhält man auch, wenn man berücksichtigt, dass Lichtstrahlen bzw. Photonen einen Impuls von {\displaystyle p=E/c} besitzen (wobei {\displaystyle E} die Energie ist). Auch hier ergibt eine Transformation in ein relativ bewegtes System eine entsprechende Änderung der Impulskomponenten gemäß der relativistischen Aberrationsformel.
Für den Fall, dass der Strahl in beiden Systemen geneigt ist, gilt die allgemeine Aberrationsformel, welche in einigen äquivalenten Varianten angegeben werden kann (die erste Variante stammt von Einstein 1905):
{\displaystyle \cos \alpha '={\frac {\cos \alpha -{\frac {v}{c}}}{1-{\frac {v}{c}}\cos \alpha }};\quad \sin \alpha '={\frac {\sin \alpha {\sqrt {1-{\frac {v^{2}}{c^{2}}}}}}{1-{\frac {v}{c}}\cos \alpha }};\quad \tan {\frac {\alpha '}{2}}=\tan {\frac {\alpha }{2}}{\sqrt {\frac {c+v}{c-v}}}},
wenn {\displaystyle \alpha } der Winkel im ersten System und {\displaystyle \alpha '} in einem mit {\displaystyle v} bewegten System ist.

## Geschichte
Die Aberration wurde 1725 vom englischen Astronomen James Bradley entdeckt (und unabhängig etwas später von Eustachio Manfredi in Italien). Eigentlich wollte er die jährliche Parallaxe des Sterns Etamin messen, um endlich eine Vorstellung über die Entfernungen der Sterne zu erhalten. Doch hätte er die Parallaxe (weit unter 0,1″) mit den Mitteln des 18. Jahrhunderts noch nicht nachweisen können; dies gelang erst 1838 Friedrich Wilhelm Bessel bei einem näheren Stern. Bei der von Bradley beobachteten Ortsverschiebung konnte es sich nicht um die Parallaxe handeln, da sie quer zu der Richtung verlief, die für die Parallaxe zu erwarten war. Bradley war jedoch imstande, die beobachtete Verschiebung auf Basis von Isaac Newtons Korpuskeltheorie oder Emissionstheorie durch eine simple Addition der Geschwindigkeiten zu deuten. Während diese Aberrationsformel im Vakuum weitgehend korrekt war, stand sie im Widerspruch zum Experiment von François Arago (1810), der ein Prisma zur Messung von Abweichungen von der normalen Aberration benutzte. Gemäß der Emissionstheorie hätte aufgrund unterschiedlicher Lichtgeschwindigkeiten ein veränderter Winkel folgen müssen, jedoch wurde kein solcher Effekt gemessen. Vor allem jedoch sagt die Emissionstheorie eine Quellenabhängigkeit der longitudinalen Geschwindigkeit von Licht voraus, was experimentell vielfach widerlegt wurde, wodurch die Emissionstheorie zu verwerfen ist (s. Korpuskeltheorie).

Links: Aberration bei ruhendem Äther
Rechts: Keine Aberration bei vollständiger Äthermitführung
(schwarze Linien: Fernrohr)

Im 19. Jahrhundert wurde diese Erklärung durch die Annahme ersetzt, dass Licht kein Teilchen, sondern eine im Äther übertragene Welle sei. Die Aberration (und später das Fizeau-Experiment) spielte bei der Frage nach der Relativbewegung zwischen Materie und Äther eine wichtige Rolle, denn sie sprach gegen eine vollständige Mitführung des Äthers durch die Materie, und schien die Existenz eines ruhenden oder unbeweglichen Äthers zu bestätigen. Aber auch diese Erklärung hatte das Problem, dass die Wellenebenen der Wellenfronten im Äther eigentlich keiner Aberration unterworfen sein sollten. Deshalb musste man auf das Konzept der Energieübertragung gemäß dem Poynting-Vektor, wodurch die Strahlbahn bestimmt wird, zurückgreifen. Eine analoge Erklärung bot sich an, als erkannt wurde, dass im Teleskop die Wellenpakete durch Interferenz aus den Wellenfronten „ausgeschnitten“ werden, wobei auf die Wellenpakete die Aberration angewendet werden konnte. Darüber hinaus steht auch die Theorie des ruhenden Äthers im Widerspruch zu Aragos Nullresultat, da es in Medien zu Abweichungen von der gewöhnlichen Aberration aufgrund der Relativbewegung Erde-Äther („Ätherwind“) kommen müsste. Augustin Jean Fresnel konnte dieses Problem jedoch beheben, indem er annahm, dass der Äther gemäß dem Fresnelschen Mitführungskoeffizienten teilweise von der Materie mitgeführt wird. Während dieses Modell mathematisch erfolgreich war, war die Annahme einer Äthermitführung (und alternativer Mitführungsmodelle wie von George Gabriel Stokes) sehr problematisch und konnte niemals widerspruchsfrei durchgeführt werden. Letztendlich musste die Idee eines Äthers als Trägermedium für Licht verworfen werden, da sein Bewegungszustand nicht gemessen werden konnte (s. Michelson-Morley-Experiment).
Diese Erklärungen wurden schließlich im Rahmen der speziellen Relativitätstheorie ersetzt und wesentlich vereinfacht. Hier ist es belanglos, ob Licht als Welle oder Teilchen aufgefasst wird, denn auch die Wellenfronten sind für einen auf der Erde ruhenden Beobachter aufgrund der Relativität der Gleichzeitigkeit „gekippt“ und ergeben somit zwanglos die Aberration des Lichtes. Analog dazu wird die Neigung der Photonenbahn durch die relativistische Addition der Geschwindigkeiten berechnet. Albert Einstein schrieb 1952, dass sein direkter Weg zur speziellen Relativitätstheorie (SRT) von der elektromagnetischen Induktion, aber auch von der Aberration des Lichts und dem Fizeau-Experiment bestimmt war.
Und Robert S. Shankland berichtet von einem Gespräch mit Einstein:

“He continued to say the experimental results which had influenced him most were the observations of stellar aberration and Fizeau’s measurements on the speed of light in moving water. “They were enough,” he said.”

„Er [Einstein] fuhr fort, dass die experimentellen Resultate, die ihn am meisten beeinflusst hatten, die Beobachtungen der stellaren Aberration und Fizeaus Messungen zur Lichtgeschwindigkeit in bewegtem Wasser waren. ‚Diese waren ausreichend‘, sagte er.“